# سعد الذبياني
سعد حسني الذبياني (مواليد 13 مايو 1998) هو لاعب كرة قدم سعودي يلعب حاليًا في نادي القوس.

## مسيرة اللاعب
لعب في نادي قلوة ونادي الانتصار ونادي القوس.